# The Poor Little Rich Girl
The Poor Little Rich Girl is een stomme film uit 1917 onder regie van Maurice Tourneur. De film is gebaseerd op het toneelstuk Poor Little Rich Girl van Eleanor Gates.
Het is de film waar actrice Mary Pickford het best door wordt herinnerd. Hoewel de film niet verloren is gegaan, is hij tot op het heden nog niet op dvd uitgebracht. De film is wel opgenomen door de National Film Preservation Board.
De film kreeg in 1936 een nieuwe versie, Poor Little Rich Girl. Hier speelde kindster Shirley Temple de hoofdrol in.

## Verhaal
Gwen is de dochter van twee rijke ouders. Van hen krijgt ze alles wat haar hartje begeert, behalve hun liefde voor haar. Ze wordt opgevoed door dienstmeiden en andere knechten. De meesten commanderen haar ook de hele dag door. Als een bediende op een dag per ongeluk door een misverstand Gwens ouders laat denken dat ze haar kwijt zijn, realiseren ze zich dat er ook iets anders is dan geld en een sociale positie en ontdekken ze hoeveel ze om hun dochter geven.

## Rolverdeling
| Acteur            | Personage      |
| ----------------- | -------------- |
| Mary Pickford     | Jenny Lawrence |
| Madlaine Traverse | Gwen's moeder  |
| Charles Wellesley | Gwen's vader   |
| Gladys Fairbanks  | Jane           |
| Frank McGlynn Sr. | De loodgieter  |